# Gottfried Helnwein
Gottfried Helnwein (Vienna, 8 ottobre 1948) è un pittore, fotografo, scenografo e performance artist austriaco di origine irlandese.
Ha studiato all'Università di Arte Visiva a Vienna (Akademie der Bildenden Kunste).
Gli è stato aggiudicato il "premio Maestro della classe" (Meisterschulpreis) dall'Università delle Arti Figurative a Vienna, il premio Kardinal-Konig e il Premio Theodor Körner.
I suoi primi lavori consistono soprattutto di iper-acquarelli realistici, che raffigurano bambini feriti, come pure esibizioni spesso con bambini in luoghi pubblici. Helnwein è un artista concettuale, che si occupa principalmente di psicologia e ansia sociale, questioni storiche e argomenti politici. Per questo motivo il suo lavoro è spesso considerato provocatorio e polemico. Ha lavorato come pittore, disegnatore, fotografo, muralista, scultore e performance artist, usando una vasta varietà di tecniche e mezzi. Helnwein è anche conosciuto per aver progettato i palcoscenici e disegnato i costumi per teatro, balletto e produzioni operistiche. Fra queste la Staatsoper Hamburg, la Volksbühne di Berlino e l'Opera di Los Angeles.

## Biografia
- Nel 1982, ad Helnwein è stata offerta una cattedra alla università di Scienze Applicate, che lui ha rifiutato.
- Nel 1985 Rudolf Hausner ha suggerito Helnwein come suo successore per professore del master class per la pittura all'università di Arte Visiva a Vienna, ma Helnwein ha lasciato Vienna e si è trasferito in Germania.
- I film Helnwein[2], prodotto dalla televisione Nazionale Austriaca e Tedesca, ha ricevuto il premio Adolf-Grimme per il migliore documentario televisivo, il premio Eduard-Rhein e il premio Goldenen Kader.
- A parte il suo lavoro realistico, Helnwein ha iniziato a sviluppare stili di pittura astratta ed espressiva durante questo periodo.
- Nel 1988, in ricordo della Kristallnacht (La notte dei cristalli), l'effettivo inizio dell'Olocausto 50 anni prima, Helnwein ha creato un'installazione lunga 100 metri[3] nel centro della città di Colonia, tra il Ludwig Museum e la cattedrale.
- Da quel momento le grandi installazioni in luoghi pubblici sono diventate un'importante parte del suo lavoro.
- Nel 1990 Helnwein ha iniziato a concentrarsi sulla fotografia digitale e immagini generate al computer che spesso abbina alla tecnica della pittura ad olio.
- Nel 1994 scenografo, stilista e truccatore per Macbeth, prodotto dall'Hans Kresnik al Volksbuhne a Berlino[4]. Lo spettacolo è stato premiato con il Premio Teatrale di Berlino.
- Nel 1997 si è trasferito in Irlanda.
- Nello stesso anno il Museo Russo di San Pietroburgo ha organizzato una retrospettiva di Helnwein pubblicando una monografia dell'artista.
- Nel 2000 il Museo di Arte Moderna di San Francisco[5], il Los Angeles County Museum of Art e altri musei Americani hanno mostrato le opere di Helnwein.
- Nel 2001 ha fatto lo scenografo e il costumista a Hamburgische Staatsoper per l'opera di Igor' Fëdorovič Stravinskij The Rake's Progress[6].
- Nel 2002 ha creato uno studio a Los Angeles. La prima del documentario di Helnwein Neunter November Nacht (Notte del Nove novembre) al Museo di Toleranza, Simon Wiesenthal di Los Angeles.
- Collaborazione con Marilyn Manson nel progetto multimediale The Golden Age[7] (Manson sposerà più tardi Dita von Teese nella proprietà di Helnwein in Irlanda[8]).
- Ha fatto anche dei progetti video e dei film con Sean Penn.
- Nel 2004 Il bambino una mostra personale al California Palace della Legione d'Onore al Museo d'Arte di San. Francisco[9].
- Collaborazione con Maximilian Schell per l'opera di Richard Strauss Der Rosenkavalier[10] all'Opera di Los Angeles.
- Helnwein ha ricevuto la cittadinanza Irlandese.
- Nel 2005 mostra retrospettiva di Helnwein al Museo Artistico Nazionale di Pechino.

## Citazioni
- Ho imparato di più da Paperino che da tutte le scuole che ho frequentato. (Gottfried Helnwein)
- Helnwein è uno dei pochi pittori emozionanti che abbiamo oggi. (Norman Mailer)
- Il mondo è una casa infestata dai fantasmi, e Helnwein a volte è la guida che ci conduce in questo tour. Nel suo lavoro è disposto ad affrontare la tristezza, l'ironia, il brutto e il bello. Ma non tutte le opere di Gottfreid sono su tela. Spesso è il solo modo in cui ha approcciato la vita. E non c'è bisogno di conoscerlo per saperlo. Dai un'occhiata ai dipinti e dici: "Questo tizio è un uomo di mondo". Non puoi sederti in un armadio e creare questo. Questo livello di lavoro va guadagnato. (Sean Penn)[11]

## Pubblicazioni parziali
- The Child, Works by Gottfried Helnwein
- One man exhibition 2004
- San Francisco Fine Arts Museums
- Robert Flynn Johnson, Harry S. Parker (ISBN 0-88401-112-7)
The Child Exhibition at the San Francisco Fine Arts Museums
- Helnwein, Monograph
- Gottfried Helnwein, Retrospective 1997
- State Russian Museum St. Petersburg
- Alexander Borovsky, Curator for Contemporary Art
- Klaus Honnef, Peter Selz, William Burroughs
- Heiner Müller, H.C. Artmann. (ISBN 3-930775-31-X) Koenemann, 1999 (ISBN 3-8290-1448-1)The Helnwein Passion - Alexander Borovsky
- Helnwein - Ninth November Night, 2003
- The Documentary
- Museum of Tolerance, Simon Wiesenthal Center, Los Angeles Johnathon Keats, Simon Wiesenthal Ninth November Night
- Gottfried Helnwein: morte, provocazione e mixed media, 2007 www.artsblog.it Gottfried Helnwein: morte, provocazione e mixed media Archiviato il 25 maggio 2008 in Internet Archive.